# Renata Pfannschmidt
Elfriede Renata Pfannschmidt, geborene Beutner (* 2. Juni 1862 in Berlin; † 27. April 1939 ebenda), war eine deutsche Schriftstellerin in Berlin.

## Leben
Sie war eine Tochter von Thuiskon Beutner, dem Chefredakteur der Neuen Preußischen Zeitung (Kreuzzeitung), und von Elfriede von Hellen.  Ihre Ausbildung erhielt sie in Berlin. Renata heiratete 1890 den Musiker Heinrich Pfannschmidt (1863–1944), einen Sohn des Malers Carl Gottfried Pfannschmidt.

## Werke (Auswahl)
Renata Pfannschmidt schrieb Erzählungen, Gedichte und Texte zu Singspielen, auch für Kinder.
- Für frohe Kinderherzen. Erzählungen für kleine Mädchen. Effenberger, Leipzig 1889.
- Kirchliche Festgrüße. 10 (Bild-)Kompositionen in Kupferdruck von Carl Gottfried Pfannschmidt mit Gedichten von Renata Beutner. Brandner, Dresden 1891.
- Gedichte. Warneck, Berlin 1898.
- Aus dem Hochgebirge. Sieben Erzählungen. Bahn, Schwerin 1899.
- Im Sturm gewonnen. Erzählung. 1902.[4]
- Lebenswege. Erzählungen für junge Mädchen. Vaterländische Verlags- und Kunstanstalt, Berlin 1906.
- Reformationsfestspiel für Deklamation und Chor. Vieweg, Berlin-Lichterfelde 1908.
- Der Hirten Weihnacht. Ein Festspiel für Deklamation, Soli und 2-3stimmigen Kinder- oder Frauenchor. Berlin-Groß Lichterfelde 1909.
- Erzählungen für Mädchen. Loewe, Stuttgart 1909.
- Der Vogelbau. Ein Waldmärchen. 1910.[5]
- Aus großen Tagen. Patriotisches Festspiel für Deklamation und Chorgesang. Vieweg, Berlin-Groß Lichterfelde 1911.
- 1813, das Volk steht auf. Festspiel. Textbuch von Renate Pfannschmidt-Beutner, musikalisch ausgestattet von Heinrich Pfannschmidt. Vieweg, Berlin (ohne Jahr).